# 재즈말
재즈말(JAZZMAL, 본명 이현수, 1986년 4월 5일)은 대한민국의 힙합 DJ 겸 프로듀서다.
디제이 샤이닝스톤(dj shinin'stone)이라는 과거 이름으로도 잘 알려져있으며, 재지 아이비와 함께 JAZZVIL Records 소속이었다.
남슈타인과의 팀 커즈 (CUZ), 프로듀서 오스카 (AUSKA) 와 팀 더스티 핑거즈 (DUSTY FINGERZ), 국악 피리 연주자 Shi_Ne 와 팥 (P.O.T.T), 그리고 하모니카 연주자 지나가던 조씨, 피아니스트 이태원 과 프리 앰비언스 트리오 동굴트리오, 1세대 한국힙합 대거즈의 멤버 예솔 과 프로젝트 팀 에킨 (EKIN)으로 활동하였다. 현재 크루로 HMD 에 있다. 

## 생애

### 초창기
JAZZMAL은 울산에서 태어나 1살때 대구로 옮겨 생활하였으며, 초등학교 시절 접한 조PD의 앨범을 계기로 힙합에 빠지게 되었다.
조PD를 시작으로 Biggie, 2pac, Nas, Gang Starr, 가리온 등의 아티스트를 접하면서 힙합에 점점 몰입하게 되었고, Turntablism의 깊이 빠져들며 Invisible Skratch Piklz의 DJ Q-bert, DJ Shadow, Mix Master Mike, Shortkut, DJ D-Style 등의 DJ 들의 VHS를 보며 DJing 연습을 해 나갔다.
대구 힙합 동호회라는 PC통신 동호회에 가입을 하여 회원들과 정보를 주고받았으며, 중학교 때부터는 직접 가사를 쓰고 랩을 하기 시작하였다.
이 과정에서 그는 대구 클럽 HEAVY에서 활동하던 크루 Hiphoptrain과 만났으며 자주 그 공연을 관람 하였다.
중학교 시절부터 비트메이킹을 시작한 그는,  Hiphoptrain의 멤버였던 West BL을 특히 존경하고 따랐으며, West BL이 조직한 크루 낯선사람들의 멤버로도 합류하여 비트를 제작하고 DJing을 하였다.
DJ Shadow, DJ Premier, Pete Rock, Dr.Dre, 일본의 DJ Krush, Nujabes, DJ Mitsu The Beatz 그리고 한국에  가리온, DJ Soulscape, Critikal P 등의 뮤지션들로부터 그는 비트메이킹, 작곡, 편곡 등의 영향을 받게 된다. 그리고 대부분의 힙합 비트메이커와 마찬가지로 "J DILLA" 의 사운드에 영향을 크게 받는다.
또 대구에서 함께 활동하였던 KeyReal을 통해 Soul Connection 크루와도 친분을 맺게 되어 서로 음악적 교류를 이어나갔다.
2003년에는 음악 생활을 지속하기 위해 고등학교를 자퇴하였다.
2004년에는 Top-Flight 앨범에 참여하였으며 크레딧에 그의 소속을 Soul Re-Search라고 표시하였으나, 정확한 정체는 현재까지도 알려져있지 않다. 한편 이즈음 본인이 랩, 프로듀싱, 믹싱을 모두 담당한 Still Mind를 온라인 싱글로 준비하기 시작하였으며, 자신이 부른 타이틀곡 Still Mind를 온라인 커뮤니티를 통해 선공개하기도 하였다.
이 앨범은 예기치 못한 컴퓨터 문제로 끝내 완성되지 못했다.

### 데뷔와 앨범 발표
이후 Csp, KeyReal 등 Soul Connection의 앨범과 Fame J 앨범 등에 프로듀싱과 스크래칭으로 참여하였던 dj shinin'stone은 2006년 리드머닷넷에서 열린 가리온 리믹스 컴페티션에 참여, 약속의 장소 리믹스로 준우승을 차지하였으며 이를 통해 자신의 이름을 알릴 수 있었다.
그는 이러한 리믹스 작업물을 모아 2007년 Remix and More란 이름의 무료 배포 앨범으로 발표하였다.
그의 정식 데뷔는 2007년 12월 The Hypnotize LP를 통해 이루어졌다. 여기서 그는 때로는 따스한, 때로는 음산한 그의 음악 세계를 가감없이 펼쳤으며, 타이틀곡 The Hypnotize LP는 뮤직비디오가 제작되어 발매되며, 리스너들에게 좋은 평을 받았다.
또 이 곡은 Superman IVY (aka jazzy ivy)의 참여로, 훗날 그가 Jazzvil Records에 합류하는 시발점이기도 하였다.
또한 이 앨범을 발표하면서 그는 자신의 프로덕션 레이블 Spring Dolphin Presents를 만들었는데, 이곳에 그가 대구에서 만나 친해진 후배 광펀치 PJ가 소속되었으며, 그가 "비밀리에" 키우는 MC Vistarap도 멤버로 합류하였다.
이후에도 그는 다양한 앨범에 참여하였으며, 2020년 2월 남중미의 쿠바, 멕시코등을 여행하며, 각 지역에서 포터블 턴테이블인 PT01s을 사용한 DJing으로 클럽공연과 버스킹 공연을 하였고, 그의 SNS 계정에 공연 영상을 업로드하였다.

### JAZZMAL, 그리고 JAZZVIL Records
이후 dj shinin'stone은 잠시 이름을 DJ Donsleep이란 프로젝트성 네임으로 활동하였으며, 이는 광펀치 PJ의 새 싱글에 실린 바 있었다.
그 후 그는 다시 이름을 JAZZMAL로 바꾸고 막 이름을 Jazzy Ivy로 바꾼 Superman IVY와 손을 잡고 새로이 세워진 레이블 JAZZVIL Records의 멤버가 되었다.
그는 Jazzy Ivy의 새 앨범 J Z X에서 처음으로 "JAZZMAL"이라는 이름을 선보였으며, 그가 dj shinin'stone이라는 것이 알려지는 데는 비교적 오랜 시간이 걸렸다.
이와 함께 대외활동도 크게 줄어들었는데, Soul Connection과의 콜라보도 사라졌으며 2009년 이후 Jazzy Ivy 외에 JAZZMAL의 이름이 실린 앨범은 있다와 투게더 브라더스, 스티프백 뿐이었다. 2011년에는 다큐멘터리 영화 《투 올드 힙합 키드》에 출연과 음악 감독을 맡았고, 공익 근무를 시작하였다. 2012년 6월에는 광펀치 PJ의 남슈타인과 함께 Cuz라는 듀오를 결성하여 싱글을 발표하였다.
이 앨범에서 그는 dj shinin'stone이란 이름을 다시 사용하였으며, 일주일 간격으로 세 장의 싱글을 발표하였다.
2013년 8월에는 개인 사운드클라우드 페이지를 통해 2집 수록 예정곡인 〈몽십야〉의 가이드 버전을 공개했다.
Jazzy IVY의 결혼과 이민으로 JAZZVIL record 는 사실상 사라졌다.
현재, 프로듀서 이자 DJ인 Jamal The Heavylight, 조광일의 ”곡예사“를 프로듀싱한 AHWU, 그리고 Square One 등, 프로듀서 집단인 HMD 소속이다.  
대표곡: The Hypnotize, December, Moon Beach

## 콜라보레이션
그의 제자이자 스프링돌핀 프로덕션의 프로듀서인 "AUSKA"와 함께 "DUSTY FINGERZ", 그리고 아방가르드 즉흥연주자 인 "지나가던 조씨", 피아니스트 "이태원"과 함께 "동굴트리오 "라는 이름의 아방가르드 밴드로 활동하고 있다.
"동굴트리오 "는 "프리 앰비언스"라는 독창적인 장르의 연주 인데 자유즉흥연주와 앰비언트가 합성된 장르이다.
그리고 "NIETZSCHE"의 뮤직비디오는 국내에서 드물게 360° VR의 촬영과 라이브 레코딩으로 작업이 되었다.
그리고 사토유키에와, 요기가의 사장이자 기타리스트인 이한주의 실험음악 공연 브랜드 인 "불가사리"에서 함께 하고있다.
국악 피리 연주자 인 Shi_Ne (시네) 와 팥 (P.O.T.T)을 결성 하여 정규 1집 앨범 "Piri On The Turntable"을 발매 하며 공연 활동을 하였다.
2020년 조광일의 “곡예사 Remix" 에 피쳐링 하였고, 딩고 프리스타일 DF Live에 출연 하였다. 
2022년 12월 31일 ”가리온“ 콘서트 Main DJ, 2023년 6월 홍대 클럽데이 "META" Main DJ, 2024년 9월 랩비트2024 “가리온” 의 Main DJ 
그리고, 가리온 3집에서 전곡 스크래치 피쳐링 으로 참여 하였다.  

## 활동

### 솔로 앨범
- 2007년 《Remix and More》 Bootleg EP [SDP, 무료 배포]
- 2007년 《The Hypnotize LP》 정규 앨범 [SDP, 엠넷미디어]
- 2008년 《Corean Beatz & Soulz Mixx》  Mix Set [SDP, 무료 배포]
- 2016년 《Moon Beach (feat. ITTA)》Single [SDP, 미러볼뮤직]
- 2017년 《고향 (feat. 사토유키에)》 Single [SDP, 미러볼뮤직]
- 2019년 《Enterprizin' with P.Zone & KL》 Single [SDP, (주)뮤직앤뉴]
- 2021년 《Beautiflow (Feat. Yooryeong)》 Single [SDP, 나자린]
- 2022년 《LUVXXXOUNDZ (f.리다시티)》 Single [SDP, 나자린]
- 2023년 《밀린산책 (f. 와이챈스)》 Single [SDP, 미러볼뮤직]
- 2025년 《3000DUST》 Single [SDP, 미러볼뮤직]

### 팀 앨범
- 2007년 광펀치PJ 《광펀치!》 Single (SDP, 벅스, 디지탈 레코드)
- 2007년 광펀치PJ 《백합》 Single (SDP, 벅스, 디지탈 레코드)
- 2012년 CUZ 《너의 곁에》 Single (SDP, 엠넷미디어)
- 2012년 CUZ 《사라져 버린 순간》 Single (SDP, 엠넷미디어)
- 2012년 CUZ 《있었어》 Single (SDP, 엠넷미디어)
- 2015년 DUSTY FINGERZ 《JAZZMAL AND AUSKA》 정규 (SDP, 미러볼뮤직)
- 2016년 동굴트리오  《NIETZSCHE》 Single (SDP, 미러볼뮤직)
- 2016년 동굴트리오  《플라톤에게》 Single (SDP, 미러볼뮤직)
- 2016년 동굴트리오 《피안 O》 Single (SDP, 미러볼뮤직)
- 2016년 동굴트리오 《동굴트리오》 정규 (SDP, 비공식 발매)
- 2018년 팥 (POTT) 《시원하게 느껴져》 Single (SDP, 론뮤직)
- 2018년 팥 (POTT) 《1집 Piri On The Turntable》 정규 (SDP, 론뮤직)
- 2020년 EKIN 《"FRESH DRINK"》 single (SDP, 미러볼뮤직)
- 2021년 Ce'rum (쎄럼) 《Table 4_2》 정규 (SDP, (주) 사운드 리퍼블리카)

### 앨범 외
- 2004년 《UTR (Top-Flight) - First Attack》 피쳐링
- 2006년 《CSP - SEE As P》 프로듀싱, 피쳐링 (소울커넥션)
- 2006년 《Key Real - 인고 (인생은 고통이야) 1st EP》 프로듀싱 (소울커넥션)
- 2008년 《타투네이션 - Draw the Soul(드로우더소울)》 Still PM - Finest Art (Ft.데쌩) 프로듀싱 (오리필사운드)
- 2008년 《Maslo - Mr.Kim (Reissue Edition)》 프로듀싱 (소울커넥션)
- 2008년 《Maslo - Young MAStory》 Masta Flow, December 프로듀싱
- 2008년 《WEST BL - 백구》 프로듀싱, 엔지니어링, 디렉팅 (SDP, 엠넷미디어)
- 2009년 《있다 - Re : Pops!》 리믹스 (너와 나 JAZZMAL 우주미아mix f.JAZ)
- 2009년 《JAZ (Jazzy IVY) - [J Z X] 싱글》 프로듀싱
- 2009년 《JAZ (Jazzy IVY) - [SEOULSUPERBAADASSSSS》 프로듀싱
- 2011년 《투 올드 힙합 키드》 출연 (본인 역) 및 음악감독 [감독 : 정대건]
- 2012년 《제천 국제 음악 영화제 : 투 올드 힙합키드》 출연, 공연
- 2013년 《EBS 스페이스 공감 : 투 올드 힙합키드》 출연, 공연
- 2015년 《장수상회》 출연 (버스킹 인디밴드 역) [감독 : 강제규]
- 2014년 《Quadrough - Domino》 피쳐링
- 2014년 《태범 - 주희 f. DJ SHININ'STONE》 피쳐링
- 2015년 《Quadrough - Bootleg》 피쳐링
- 2016년 《PK(P.ZONE&KL) - REMiND》 피쳐링 (4 f.JAZZMAL)
- 2016년 《P.ZONE - P.ZONE BEGINZ》 프로듀싱 및 피쳐링
- 2017년 《Pe2ny - Alive Soul Cuts 'Stereotype'》 피쳐링 ([개소리 f.Justhis, JAZZMAL] 및 Kid With a Mic f.Basick 라이브 클립 스크래칭 세션)
- 2019년 《PK(P.ZONE&KL) - The PK》 피쳐링 (The PK f.JAZZMAL) 스크래칭 세션
- 2020년 《조광일 - 암순응》 피쳐링 (곡예사 Remix f. Basick, P-TYPE, Skull, SIKBOY, Olltii, MINOS, Brown Tigger, JAZZMAL) 스크래칭 세션
- 2021년 《SIK BOY - Renaissance》 피쳐링 (Y.N.C f. Gson, GFU, JAZZMAL) 스크래칭 세션
- 2022년 《V.A - Hide Me Deep》 몽십야, Supernova 프로듀싱 및 Rap
- 2022 《V.A - Collage》 Tell Me (Give Me Some More), Soul Steppin' 프로듀싱
- 2021년 《GFU - 훈민정랩》 스크래칭 세션
- 2022년 《YNC - 해적》 스크래칭 세션
- 2022년 《GFU - Killing Verse》 프로듀싱, 스크래칭 세션
- 2022년 《늘보, GFU - BLUH》 스크래칭 세션
- 2023년 《GFU, 니오락스키 - Tag Life》 스크래칭 세션
- 2024년 《허클베리피 - READMISSION “Showdown 2024"》 스크래칭 세션
- 2024년 《가리온 - III》 전곡 스크래치 피쳐링

## 이름
- dj shinin'stone (디제이 샤이닝스톤)은 JAZZMAL이 데뷔 초창기부터 2008년까지 쓰던 이름으로, 그가 존경하는 가수 김광석에서 따왔다.
- JAZZMAL (재즈말)이라는 이름은 "JAZZ" 와 "AniMAL"의 합성어로 동물적인 감각이라는 뜻이다.